# TENCAを取ろう! -内田の野望-
「TENCAを取ろう! -内田の野望- 」（テンカをとろう うちだのやぼう）は、内田有紀の楽曲で、1枚目のシングル。

## 概要
- 内田の歌手デビューシングル。自身が出演したフジテレビ系ドラマ『半熟卵』の主題歌として起用され、オリコンチャートでは初登場1位を記録。
- カップリングの「ヘイ・ポーラ」（Paul & Paulaの1962年の楽曲のカバー）は、ドラマ『半熟卵』で共演した大浦龍宇一とのデュエット。同ドラマのエンディングテーマとなっている。
- ジャケットに明記されていないが、4曲目に内田有紀本人によるCD購入者へのメッセージが、シークレット・トラックとして収録されている。
- オリコンチャートで女性ソロでは純粋なソロデビューシングル[3]で、史上初の初動首位を獲得した曲である[4][5]。
- この曲も収録された1stアルバム『純情可憐乙女模様』も1位を獲得している。

## 収録曲
1. TENCAを取ろう! -内田の野望- (3:50)
作詞：川咲そら、広瀬香美　作曲：筒美京平　編曲：松本晃彦
2. ヘイ・ポーラ (3:04)
作詞・作曲：レイ・ビルダーブランド　訳詞：みナみカズみ　編曲：樫原伸彦
※この曲のみアーティスト名義は「内田有紀 & 大浦龍宇一」
3. TENCAを取ろう! -内田の野望-(オリジナル・カラオケ) (3:50)
4. 内田有紀からのメッセージ(0:51)

## 収録アルバム
- 純情可憐乙女模様 (#1)
- Present (#1)
- 内田有紀 パーフェクト・ベスト (#1)

## 参加ミュージシャン
- 松本晃彦 - キーボード
- 石川鉄男 - シンセ・オペレーター
- 鈴川真樹 - エレキ・ギター
- 広谷順子、RAJIE - コーラス